# Talbach (Aare)
Der Talbach ist ein gut acht Kilometer langer, westsüdwestlicher und linker, indirekter Zufluss der Aare. Er entwässert das Schenkenbergertal im Kanton Aargau.

## Geographie

### Verlauf
Der Talbach entspringt auf einer Höhe von etwa 597 m ü. M. in der Gemeinde Thalheim und mündet bei Schinznach in den Entwässerungskanal links der Aare. Vor dem Bau des Kraftwerks Wildegg-Brugg war er ein direkter Zufluss in die Aare.
Der Bach hat eine Länge von rund acht Kilometern, wovon etwa drei Kilometer in der Gemeinde Thalheim liegen. Die weiteren fünf Kilometer liegen in Schinznach. Bei der Langmatt hat der Bach einen zwei Meter hohen Wasserfall.
Das Quellgebiet des Talbaches befindet sich im Talkessel der Riedmatt in Thalheim. Es sind zwei Arme, die bei der Riedmatt in Thalheim zusammenfliessen. Der kürzere Arm ist ein 20 Meter hoher Wasserfall unterhalb der Staffelegg. Der zweite Arm fliesst aus einer Röhre unterhalb der Staffelgg-Passstrasse. Der Talbach schlängeltete sich früher frei durch die Talebene in Thalheim. An der Hangseite zur Gislifluh war ein Weiher angelegt für den Betrieb der Dorfmühle. 
Mehrere kleine Bäche münden in den Talbach, die wichtigsten sind der Gländbach, Hegibach und Gäcketbach. Nach der Seinachbrücke in Schinznach-Dorf durchquert der Bach im Talbachkanal das Schinznacherfeld. In diesen Kanal mündet auch der Auslauf des Baumschulsees der Baumschule Zulauf. Im unteren Teil des Baches wurden mehrmals bauliche Massnahmen ergriffen, um den Bach umzuleiten und zu kanalisieren.

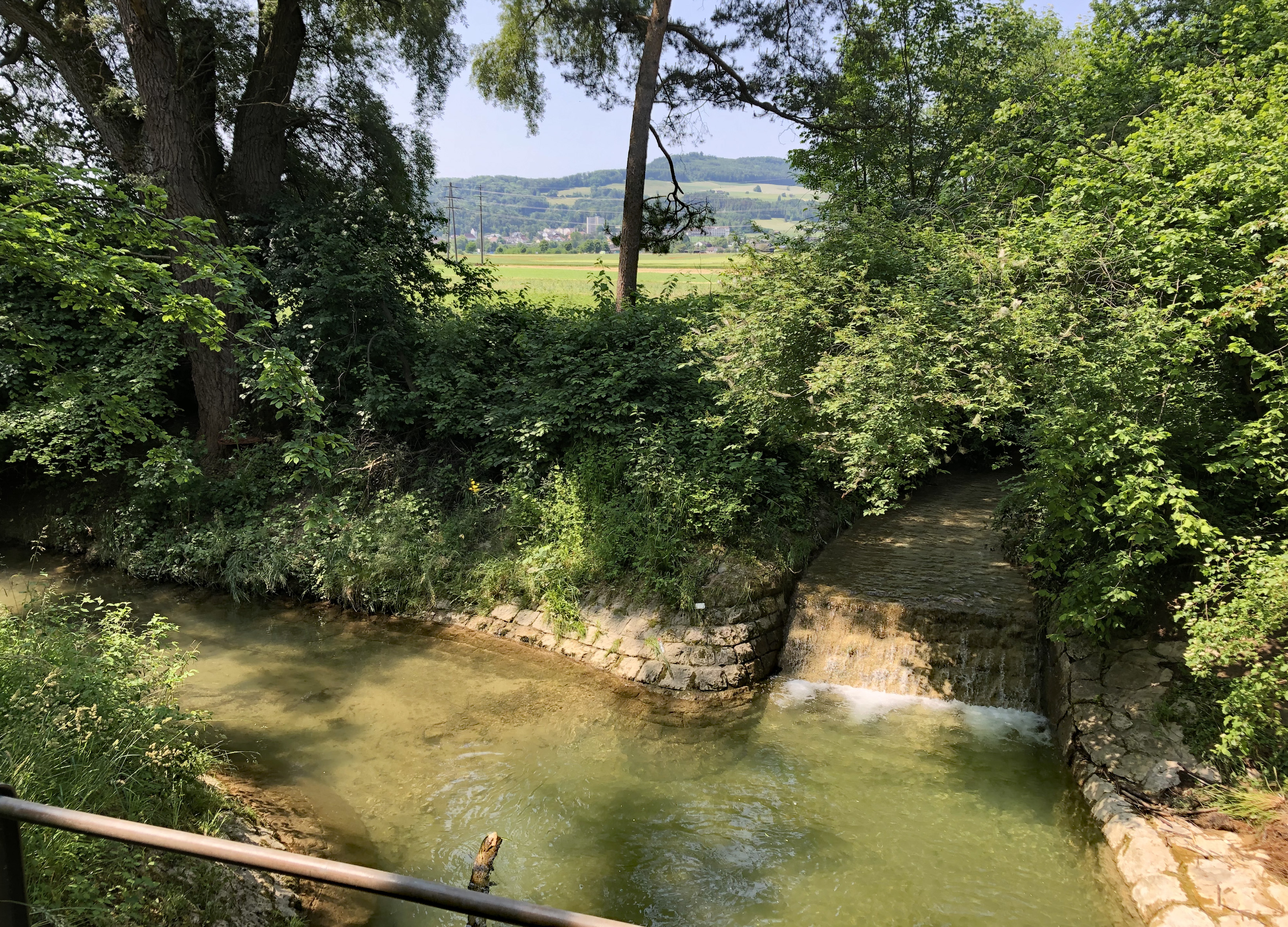
Mündung des Talbachs (rechts) in den Entwässerungskanal

Unterhalb von Schinznach-Dorf erreicht der Talbach den hohen linken Seitendamm des Oberwasserkanals des Kraftwerks Wildegg-Brugg. Am Dammfuss mündet er von links in den Entwässerungskanal (Binnenkanal), der an dieser Stelle in einem Durchlass unter dem Aarekanal hindurchgeführt wird und unterhalb des Stauwehrs in den Altlauf der Aare mündet.

### Einzugsgebiet
Das 13,51 km² grosse Einzugsgebiet des Talbachs liegt im östlichen Bereich des Schweizer Jura Gebirges und wird durch ihn über die Aare und den Rhein zur Nordsee entwässert.
Es besteht zu 35,1 % aus bestockter Fläche, zu 51,1 % aus Landwirtschaftsfläche, zu 13,5 % aus Siedlungsfläche und zu 0,3 % aus unproduktiven Flächen.
Die Flächenverteilung
Die mittlere Höhe des Einzugsgebietes beträgt 502,6 m ü. M., die minimale Höhe liegt bei 334 m ü. M. und die maximale Höhe bei 798 m ü. M.

### Zuflüsse
- Ludiächer (rechts)
- Riedematt (rechts)
- Rischelenbächli (rechts)
- Gabe (rechts)
- Loore (rechts)
- Baldisried (rechts)
- Hellmatt (rechts)
- Bomisrainbach (rechts)
- Gländbach (rechts)
- Hegibach (links)
- Unterflue (rechts)
- Gruebmatt (rechts)
- Gäcketbach (links)
- Hagenenbach (rechts)
- Kalmbach (links)
- Sibenellbach (rechts)
- Cangele (links)
- Hagematt 1 (rechts)
- Reisebach/Dorfbach (rechts)
- Zwendlenbach (links)

## Hydrologie
An der Mündung des Talbachs in den Binnenkanal beträgt seine modellierte mittlere Abflussmenge (MQ) 360 l/s. Sein Abflussregimetyp ist pluvial jurassien und seine Abflussvariabilität beträgt 24.

## Wasserqualität
Die Qualität des Wassers im Talbach wird als sehr gut eingeschätzt. So wird der ökologische Zustand in die Güteklasse I-II eingestuft und auch für die chemischen Messgrössen werden die Richtwerte im Allgemeinen eingehalten.
In der Untersuchung wurden sieben Pestiziden nachgewiesen, wobei nur für den Schadstoff Isoproturon die gesetzlich vorgesehenen Werte überschritten wurden. Auch eine leicht erhöhte Kupferkonzentration konnte im Sedimentgesteinen des Talbachs festgestellt werden.

## Wasserbauwerke

### Brücken
Beeindruckend sind die zahlreichen Brücken, am bekanntesten sind:
| Name                 | Erläuterung                                                 |
| -------------------- | ----------------------------------------------------------- |
| Dorfbrücke Thalheim  | Alte Steinbogenbrücke                                       |
| Winkel-Talbachbrücke | Alte und neue Stein- und Betonbogenkonstruktion             |
| Kastelerbrücke       | Neue Brücke; sie führt am höchsten über den Talbach hinweg  |
| Steinachbrücke       | Brücke mit einer Kreuzung und gleichnamiger Bushaltestelle  |
| Kanalbrücke          | Letzte Brücke über den Talbach, direkt neben der A3 gelegen |

### Mühlen
Am Talbach wird kein Strom erzeugt. Früher und auch heute wird oder wurde die Wasserkraft in Form von Mühlen genutzt. Früher standen entlang des Talbachs und auch an den Seitenbächen mehrere Mühlen.
| Ehemalige Mühle | Gewässer                    | Erhalten                    | Ort             |
| --------------- | --------------------------- | --------------------------- | --------------- |
| Schlängg        | Rischelebach                | Wenige Mauern und Mahlstein | Thalheim        |
| Oberdorf        | Gländbach                   | Gebäude                     | Thalheim        |
| Mühle           | Talbach (ehemaliger Weiher) | Gebäude, Mühlsteine, Wappen | Thalheim        |
| Kasteln         | Talbach (ehemaliger Weiher) | Gebäude                     | Oberflachs      |
| Mühle           | Talbach                     | Gebäude als Museum          | Schinznach-Dorf |